# Catocala minuta
Catocala minuta là một loài bướm đêm thuộc họ Erebidae. Nó được tìm thấy ở New York tới Florida và phía tây đến Texas và phía bắc đến South Dakota, Indiana và Michigan.
Sải cánh dài 35–45 mm. Con trưởng thành bay từ tháng 6 đến tháng 8 tùy theo địa điểm. Có thể có một lứa một năm.
Ấu trùng ăn Gleditsia aquatica và Gleditsia triacanthos.

## Hình ảnh

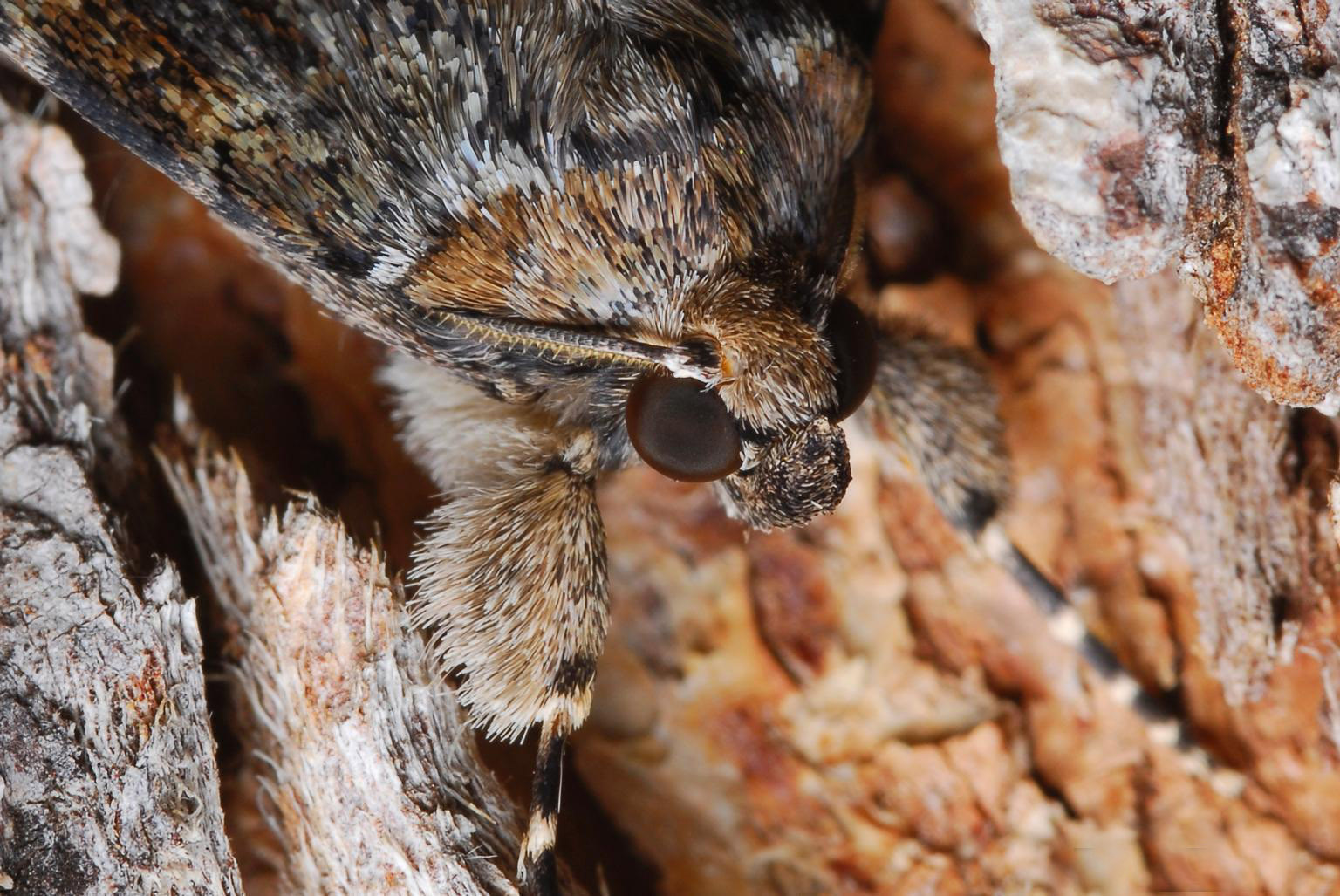
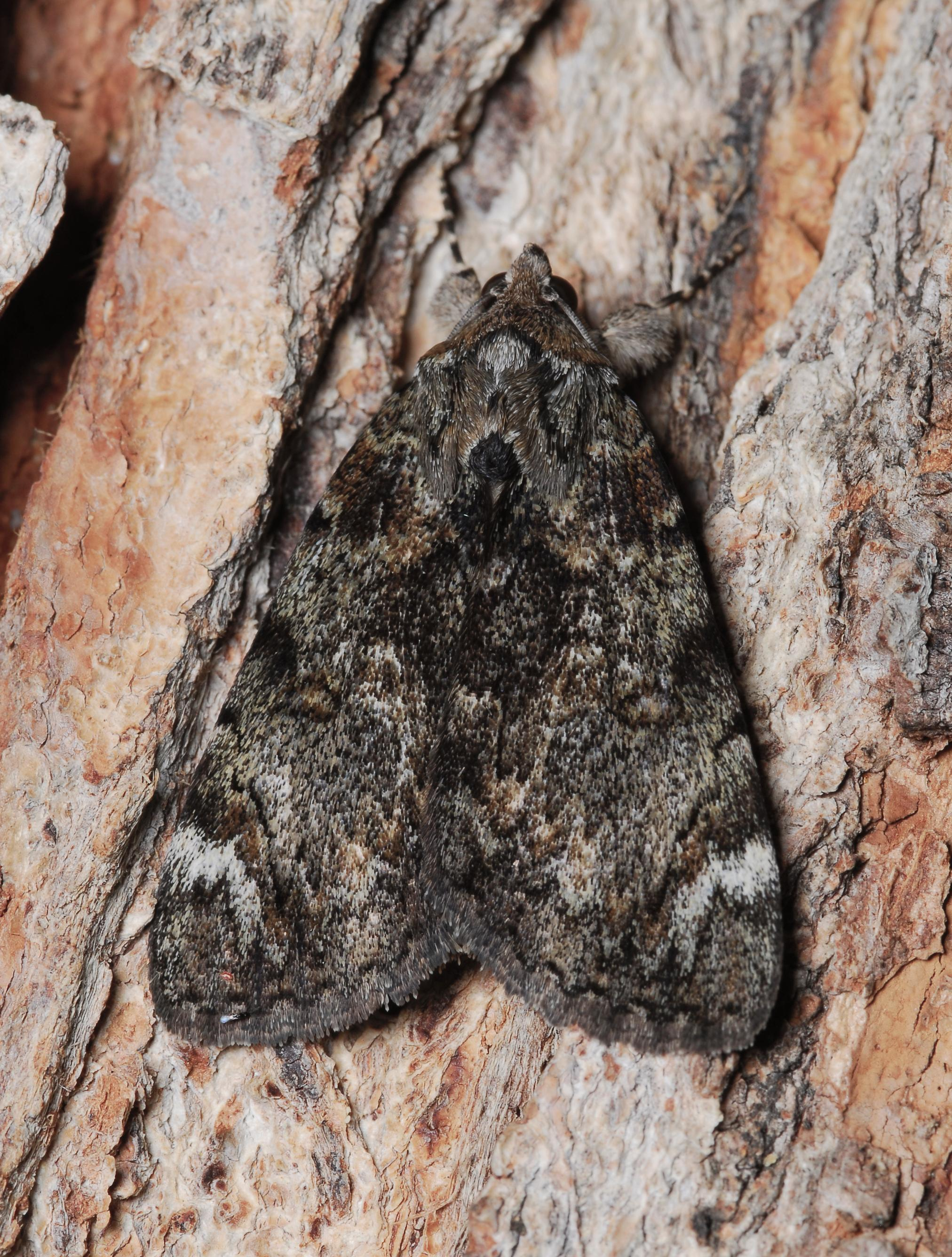